# Eutelia indica
Eutelia indica là một loài bướm đêm trong họ Noctuidae.